# Райт, Марбет
Ма́рбет Райт (англ. Marbeth Wright; 9 июля 1905, Кроуфорд, Техас, США — 17 сентября 1939, Лос-Анджелес, Калифорния) — американская актриса

, певица

, танцовщица

 и фотомодель.

## Биография и карьера
Единственная дочь полицейского Джеймса Си Райта и его жены Мейбел Андерсон, Марбет Райт, родилась 9 июля 1905 года в Кроуфорде (штат Техас, США), а выросла в Лос-Анджелесе, штат Калифорния, где она обучалась в школе, училась пению и танцам, но в итоге решила войти в мир кинематографа. Победа в конкурсе красоты открыла ей двери в Голливуде, и в 1929 году она впервые появилась на экране в фильме «Великий Габбо» с Эрихом фон Штрогеймом в главной роли.
В течение шести лет она снялась в тринадцати фильмах, ни в одном из которых у неё было более или менее значимых ролей, поэтому, в 1935 году, в возрасте двадцати лет, она решила завершить карьеру актрисы, покинуть Голливуд и переехать в Париж. Благодаря своим отношениям с Максом Риппо, тогдашним секретарём Мориса Шевалье, она фактически получила контракт на выступление с французским шоуменом в журнале, представленном в Casino de Paris.
За несколько недель до начала Второй мировой войны, она вернулась в Лос-Анджелес, где и скончалась 17 сентября 1939 года от одонтогенной инфекции. Ей было 24 года. Она была похоронена на кладбище «Форест-Лаун» в Глендейле.

## Фильмография
| Год  |     | Русское название                 | Оригинальное название        | Роль                               |
| ---- | --- | -------------------------------- | ---------------------------- | ---------------------------------- |
| 1929 | ф   | Великий Габбо                    | The Great Gabbo              | Танцовщица                         |
| 1929 | ф   | Счастливые дни                   | Happy Days                   | Хористка                           |
| 1929 | кор | Мост                             | The Bridge                   | Девушка                            |
| 1930 | ф   | Представьте себе                 | Just Imagine                 | Ансамблистка                       |
| 1932 | ф   | Суд над Вивьенн Уэйр             | The Trial of Vivienne Ware   | Танцовщица                         |
| 1933 | ф   | Здорово быть живым               | It's Great to Be Alive       | Танцовщица-кубинка                 |
| 1935 | ф   | Лотерейный любовник              | Lottery Lover                | Танцовщица                         |
| 1935 | ф   | Фоли-Берже Парижа                | Folies Bergère de Paris      | Девушка в баре                     |
| 1935 | ф   | Скандалы Джорджа Уайта 1935 года | George White's 1935 Scandals | Джин / одна из четверых девушек Do |
| 1935 | ф   | Скрученный                       | Stranded                     | Телефонистка                       |
| 1935 | ф   | Рыжие на параде                  | Redheads on Parade           | Рыжая                              |
| 1935 | ф   | Подруга                          | The Girl Friend              | Секретарша                         |
| 1935 | ф   | Музыка — это магия               | Music Is Magic               | Танцовщица                         |